# Бёрт, Джон
Джон Бёрт (англ. John Burt; 15 апреля 1877, Глазго, Ланаркшир — 29 апреля 1935, Рутерглен, Ланаркшир) — шотландский хоккеист на траве, вратарь. Бронзовый призёр летних Олимпийских игр 1908 года.

## Биография
Джон Бёрт родился 15 апреля 1887 года в британском городе Глазго.
Играл в хоккей на траве за «Рутерглен».
В 1908 году вошёл в состав сборной Шотландии по хоккею на траве на летних Олимпийских играх в Лондоне и завоевал бронзовую медаль, которая пошла в зачёт Великобритании. Играл на позиции вратаря, провёл 2 матча, пропустил 6 мячей (все — от сборной Англии).
Умер 29 апреля 1935 года в британском городе Рутерглен.

## Семья
Старший брат — Александр Бёрт (1884—1967), шотландский хоккеист на траве. Бронзовый призёр летних Олимпийских игр 1908 года.